# 赫克托 (阿肯色州)
赫克托（英語：Hector）是一個位於美國阿肯色州波普縣的城鎮。

## 地理
赫克托的座標為35°27′47″N 92°58′45″W / 35.46306°N 92.97917°W，而該地的平均海拔高度為219米（即719英尺）。

## 人口
根據2020年美國人口普查的數據，赫克托的面積為5.93平方千米，當中陸地面積為5.92平方千米，而水域面積為0.01平方千米。當地共有人口411人，而人口密度為每平方千米69人。